# لوماري صيني
لوماري صيني (الاسم العلمي:Lomariopsis chinensis) هو نوع من النبات يتبع جنس اللوماري من الفصيلة اللومارية.